# 대전 심광사 목조석가모니불좌상
대전 심광사 목조석가모니불좌상(大田 心侊寺 木造釋迦牟尼佛坐像)은 대전광역시 동구 심광사에 있는 조선시대의 불상이다. 2001년 6월 27일 대전광역시의 유형문화재 제31호로 지정되었다.

## 개요
양 어깨를 다 덮은 옷에 오른손을 펴 땅을 향한 항마촉지인(降魔觸地印)을 한 석가모니불 좌상이다.
허리를 곧추 세우고 머리를 약간 내민 채 시선을 아래로 둔 굽어보는 듯한 자세이며, 네모지면서도 둥그스름한 얼굴은 미소를 머금고 있다. 정수리에 있는 상투 모양의 육계(肉계)가 불분명한 머리에는 정상 계주(계珠)와 중간 계주를 갖추었으며, 귀는 두툼한 귓불에 적당한 크기이고, 목에는 3줄의 주름인 삼도(三道)가 뚜렷하다. 안정감 있는 자세에 신체 각 부의 알맞은 비례와 자연스러운 옷주름 표현 등은 매우 사실적이다.
복장물 중에서 1637년의 조성기가 발견되었다고 하나, 지금은 남아 있지 않고 다만 목판본의 다라니만 발견되었다. 불상의 양식과 목판본 다라니의 지질 등은 17세기 전반의 특징을 보여준다.

## 참고 문헌
- 심광사목조석가모니불좌상 - 국가유산청 국가유산포털